# Estación de Heilly
La estación de Heilly es una estación ferroviaria francesa, de la línea férrea París-Lille, situada en la comuna de Heilly, en el departamento de Somme. Por ella transitan únicamente trenes regionales que unen Amiens con el norte de Francia.

## Situación ferroviaria
La estación se encuentra en el punto kilométrico 144,057 de la línea férrea París-Lille. 

## Historia
Fue inaugurada en la segunda mitad del siglo XIX por parte de la Compañía de ferrocarriles del Norte. En 1937, la estación pasó a ser explotada por la SNCF.

## La estación
La estación es un simple apeadero compuesto por dos andenes laterales y dos vías. Los servicios que ofrece son mínimos aunque sí dispone de máquinas expendedoras de billetes.

## Servicios ferroviarios

### Regionales
- Línea Amiens - Lille.
- Línea Amiens - Albert.